# Ralph Riley
Ralph Riley (23 octobre 1924 – 27 août 1999) est un généticien britannique.

## Biographie
Il est né à Scarborough en 1924 et sert dans l'armée pendant la Seconde Guerre mondiale. Après la guerre, il étudie la botanique à l'université de Sheffield puis effectue un doctorat de deux ans en génétique.
Il est ensuite recruté par le Plant Breeding Institute (PBI) de Cambridge pour étudier l'introduction de variations utiles dans la culture du blé à partir de ses parents sauvages. Deux ans plus tard, en 1954, Riley devient le fondateur et le premier chef du département de cytogénétique au PBI. Son objectif est d'augmenter le pool génétique du blé en mettant la variation des parents sauvages à la disposition des sélectionneurs de blé. En 1957, il découvre la méthode pour le faire en trouvant le gène Ph. Ce gène contrôle l'appariement entre les chromosomes du blé et les parents sauvages du blé et il est bientôt en mesure de démontrer les voies cytogénétiques par lesquelles des gènes utiles, tels que ceux qui confèrent de nouvelles résistances aux maladies, peuvent être transférés dans le blé à partir d'une multitude d'espèces sauvages. Cette découverte du gène Ph permet le premier « génie génétique » et ses méthodes sont depuis utilisées dans le monde entier dans tous les grands programmes de sélection céréalière.
En 1972, il devient directeur du PBI et pendant ses six années en tant que directeur s'efforce d'améliorer la production dans l'agriculture arable britannique, en développant des programmes de recherche fondamentale sur la sélection et en introduisant la biologie moléculaire végétale au Royaume-Uni. Il assure ainsi la prééminence du PBI dans l'application de la science à la sélection végétale. Au cours de sa direction, les rendements de blé passent de 4 à 6 tonnes par hectare, en grande partie grâce aux variétés PBI améliorées. Cela est particulièrement important à une époque où le Royaume-Uni doit être moins dépendant des importations nord-américaines.
En 1978, Ralph Riley quitte le PBI pour devenir secrétaire (directeur général) du Conseil de la recherche agricole et alimentaire (maintenant[Quand ?] le Conseil de la recherche en biotechnologie et en sciences biologiques), où il est secrétaire pendant sept ans et vice-président pendant deux autres.
Il est élu membre de la Royal Society en 1967. Il reçoit le prix William Bate Hardy en 1969, la médaille royale en 1981 et le prix de la Fondation Wolf en agriculture en 1986. Il est fait chevalier pour ses services à la science en 1984.
Il épouse Joan Norrington en 1949 ; ils ont deux filles. Il est décédé à Cambridge le 27 août 1999.